# Wilhelm Schreckenberg
Wilhelm Schreckenberg (* 4. April 1925 in Düsseldorf; † 12. Oktober 2006 in Düsseldorf-Angermund) war ein deutscher Historiker und Pädagoge.

## Leben
Wilhelm Schreckenberg studierte Geschichte an der Universität zu Köln und wurde 1950 mit der Arbeit Ciceros Verhältnis zu den Gracchen und ihren revolutionären Nachfolgern bei dem Althistoriker Alfred Heuss zum Dr. phil promoviert. Er absolvierte zudem ein Studium der Pädagogik und der Medizin. Als Student wurde Schreckenberg Mitglied der katholischen Studentenverbindung Suevia Köln, später dann noch Ehrenphilister von Carolingia-Fribourg und Unitas Breslau zu Köln im KV.
Schreckenberg war langjährig als Gymnasiallehrer und Oberstudiendirektor tätig und wechselte später in das Kultusministerium des Landes Nordrhein-Westfalen. Er war Mitgründer des Instituts für Lehrerfortbildung in Essen und wurde als Professor für Pädagogik an die Hochschule für Musik in Köln berufen. 1987 wurde er zudem Honorarprofessor an der Universität Düsseldorf.
Wilhelm Schreckenberg war von 1958 bis 2004 Schriftleiter der Akademischen Monatsblätter, der seit 1888 erscheinenden Verbandszeitschrift des KV (Kartellverband katholischer deutscher Studentenvereine).
1969 wurde er von Kardinal-Großmeister Eugène Kardinal Tisserant zum Ritter des Ritterordens vom Heiligen Grab zu Jerusalem ernannt und am 6. September 1969 im Essener Dom durch Erzbischof Lorenz Kardinal Jaeger, Großprior des Ordens, investiert. 
Er ist der Vater des Physikers Michael Schreckenberg.

## Ehrungen und Auszeichnungen
- Ritter vom Heiligen Grab (1969)
- Georg-von-Hertling-Medaille (2003)

## Schriften
- Vom guten zum besseren Lehrer. Über Eignung und Leistungen von Lehrern. Schwann, Düsseldorf 1982.
- Der Irrweg der Lehrerausbildung, Schwann, Düsseldorf 1984, ISBN 3-590-14556-0.
- „Guter“ Unterricht – „schlechter“ Unterricht: zur Theorie u. Praxis d. Unterrichtsbeurteilung. Schwann, Düsseldorf 1984, ISBN  3-590-14558-7.